# Veleblagovnica GUM
GUM (rusko: ГУМ, izgovorjeno [ˈɡum], kratica ruščine: Главный универсальный магазин, tr. Glávnyj universáľnyj magazín, dobesedno Glavna univerzalna trgovina) je glavna veleblagovnica v mnogih mestih nekdanje Sovjetske zveze, znana kot Državna veleblagovnica (rusko: Государственный универсальный магазин, tr. Gosudárstvennyj universáľnyj magazín) v sovjetski dobi (do 1991). Podobno imenovane prodajalne so delovale v nekaterih sovjetskih republikah in v postsovjetskih državah.
Najbolj znani GUM je velika trgovina, obrnjena proti Rdečemu trgu na območju Kitai-gorod - tradicionalno središče trgovine v Moskvi. Od leta 2020 stavba deluje kot nakupovalni center. Pred dvajsetimi leti je bila lokacija znana kot Zgornje trgovske vrste (rusko: Верхние торговые ряды, tr. Verhnije torgovye rjadi).
Stavba, zgrajena leta 1893 v psevdo ruskem slogu, je arhitekturni spomenik zveznega pomena in je v zvezni lasti. 
Družba Mihaila Kusniroviča Bosco di Ciliegi ga je najela do leta 2059.

## Moskovski GUM

### Zasnova in konstrukcija
Z pročelje, ki se razprostira na 242 m vzdolž vzhodne strani Rdečega trga, sta zgornji trgovski vrsti med letoma 1890 in 1893 zgradila Aleksander Pomerancev (odgovoren za arhitekturo) in Vladimir Šuhov (odgovoren za inženirski del). Trapezna zgradba ima kombinacijo elementov ruske srednjeveške arhitekture ter jeklenega ogrodja in steklene strehe, podoben slogu velikim železniškim postajam 19. stoletja. William Craft Brumfield je zgradbo GUMa opisal kot »poklon tako Šuhovemu dizajnu kot tehnični usposobljenosti ruske arhitekture proti koncu 19. stoletja«.
Zasnova s stekleno streho je zgradbo naredila edinstveno v času gradnje. Streha, katere premer je 14 m, je videti lahka, vendar gre za trdno konstrukcijo iz več kot 50.000 kovinskih elementov (približno 743 t), ki so sposobni podpirati kopičenje snežnih padavin. Osvetlitev zagotavljajo ogromna obokana strešna okna iz železa in stekla, ki tehtajo približno 740 t in vsebujejo več kot 20.000 stekel. Pročelje je razdeljeno na več vodoravnih stopenj, obloženih z rdečim finskim granitom, marmorjem iz Tarusa in apnencem. Vsaka arkada je na treh nivojih, ki jih povezujejo sprehajalne poti iz armiranega betona.

### Zgodovina
Katarina II. Ruska je naročila Giacoma Quarenghija, neoklasicističnega arhitekta iz Italije, da oblikuje ogromen trgovski center ob vzhodni strani Rdečega trga. Vendar je bila ta stavba v Moskvi izgubljena v požaru leta 1812 in nadomeščena s trgovskimi vrstami, ki jih je zasnoval Josip Bove. Sedanja struktura je zamenjala Bovejevo.
V času ruske revolucije 1917 je stavba imela približno 1200 trgovin. Po revoluciji je bil GUM nacionaliziran. V obdobju NEP (1921–28) je GUM kot državna veleblagovnica deloval kot vzorčno maloprodajno podjetje za potrošnike po vsej Rusiji, ne glede na razred, spol in narodnost. Trgovine GUM so bile uporabljene za nadaljnje boljševiške cilje obnove zasebnih podjetij po socialističnih načelih in »demokratizacijo potrošnje delavcev in kmetov po vsej državi«. Na koncu so bila prizadevanja GUMa za izgradnjo komunizma skozi potrošništvo neuspešna in zagotovo »so uspela le odtujiti potrošnike iz državnih trgovin in vzpostavila kulturo pritožb in upravičenosti«
GUM se je še naprej uporabljal kot veleblagovnica, dokler ga Josip Stalin leta 1928 ni spremenil v pisarniški prostor za odbor, ki je bil zadolžen za njegov prvi petletni načrt. Po samomoru Stalinove žene Nadežde leta 1932 so GUM na kratko uporabili za prikaz umrle.
Potem ko je bil leta 1953 ponovno odprt kot veleblagovnica, je GUM postal ena redkih trgovin v Sovjetski zvezi, ki ni imela pomanjkanja potrošniškega blaga, čakalne vrste kupcev pa so bile dolge, pogosto so se razširile po celotnem Rdečem trgu.
Konec sovjetske dobe je bil GUM delno, nato v celoti privatiziran, dobil je več lastnikov, preden je končal v lasti veleblagovnice Perekriostok. Maja 2005 je bil prodan 50,25-odstotni delež ruskemu Bosco di Ciliegiju, podjetju, ki je specializirano za prodajo luksuznih dobrin. Kot zasebni nakupovalni center so ga preimenovali tako, da je lahko ohranil svojo staro okrajšavo in se tako še danes imenuje GUM. Vendar je prva beseda Gosudarstvennyi ('državni') nadomeščena z Glavnji ('glavna'), tako da je GUM zdaj okrajšava za Glavna splošna veleblagovnica.

## Film
- Die großen Traumkaufhäuser – GUM, Moskau. Dokumentarni film, Nemčija, 2017, 52:30 min., Napisala in režirala: Inga Wolfram, produkcija: Telekult, rbb, arte, serija: Velike sanjske veleblagovnice, prva oddaja: 11. junij 2017 po arte, povzetek ARD, s številnimi arhivskimi posnetki.